# Chess-DB
Chess-DB.com je internetska šahovska baza podataka. Za sebe tvrde da su najveća i najpotpunija baza podataka šahovskih partija, turnira i igrača. Dnevno se ažurira. Statistike su prikazane na samoj stranici i prikazane su odnosno izračunate u realnom vremenu, osim ako se radi o analizama partija. Glavna svrha ove internetske stranice je pružiti korisniku široki izbor šahovskih oruđa i usluga kojim mu pomažu učenje, proučavanje i poboljšavanje šahovskih vještina i znanja te pripremanje za šahovske turnire. Tvorci ciljaju korisniku pružiti pristup visokokvalitetnom, jedinstvenoj i inovativnoj šahovskoj usluzi, kako prije nikad nije mogao. 12. ožujka 2020. na ovoj stranici bilo je 1,820.795 profila šahista ukupno, od čega 962.723 registrirani igrači u FIDE (rangirani i oni bez ELO-ranga) te još 853.522 aktivna igrača koji su registrirani samo u nacionalnim šahovskim savezima.

## Vanjske poveznice
- Chess-DB  Arhivirana inačica izvorne stranice od 21. kolovoza 2018. (Wayback Machine)
- Facebook
- YouTube